# Bolko von Stein
Bolko von Stein (* 1898 in Breslau; † nach 1948) war ein deutscher Jurist, u. a. Verteidiger während der Nürnberger Prozesse.

## Leben
Bolko von Stein studierte an der Universität Breslau. Später promovierte er. Ab 1933 war er Mitglied der NSDAP. Er wurde nach dem Krieg mit der Kategorie 4 „Mitläufer“ entnazifiziert.
Im Prozess Wirtschafts-Verwaltungshauptamt der SS (Fall 4 der Nachfolgeprozesse; USA gegen Oswald Pohl et al.), welcher von Anfang April 1947 bis Anfang November 1947 dauerte, war er, bevor Robert Servatius die Revisionsverhandlungen übernahm, bis 16. April 1948 Verteidiger von Franz Eirenschmalz. Eirenschmalz war in drei Anklagepunkten für schuldig befunden worden und die Todesstrafe gegen ihn verhängt worden. Letztendlich wurde diese in 9 Jahre Haft umgewandelt.
Im Einsatzgruppen-Prozess (Fall 9 der Nachfolgeprozesse; USA gegen Otto Ohlendorf et al.), welcher von Mitte August 1947 bis Ende Juli 1948 dauerte, war er Verteidiger von Martin Sandberger. Sandberger wurde zum Tode verurteilt, die Strafe aber ausgesetzt und Sandberger 1958 aus der Haft entlassen.
Im Wilhelmstraßen-Prozess (Fall 11 der Nachfolgeprozesse; USA gegen Ernst von Weizsäcker et al.), welcher von Januar 1948 bis April 1949 dauerte, war er bis 26. März 1948 Verteidiger von Walther Darré. Anschließend wurde er Assistent des neuen Verteidigers Hans Merkel.